# Ньютон-Гроув (Північна Кароліна)
Ньютон-Гроув (англ. Newton Grove) — місто (англ. town) в США, в окрузі Сампсон штату Північна Кароліна. Населення — 585 осіб (2020).

## Географія
Ньютон-Гроув розташований за координатами 35°15′4″ пн. ш. 78°21′13″ зх. д. / 35.25111° пн. ш. 78.35361° зх. д. (35.251172, -78.353679).  За даними Бюро перепису населення США в 2010 році місто мало площу 8,02 км², з яких 7,98 км² — суходіл та 0,04 км² — водойми.

## Демографія
Згідно з переписом 2010 року, у місті мешкало 569 осіб у 227 домогосподарствах у складі 144 родин. Густота населення становила 71 особа/км².  Було 265 помешкань (33/км²).
Расовий склад населення:
| - 71,7 % — білих - 10,7 % — чорних або афроамериканців - 1,1 % — корінних американців - 0,9 % — азіатів - 15,1 % — осіб інших рас |

До двох чи більше рас належало 0,5 %. Частка іспаномовних становила 15,1 % від усіх жителів.
За віковим діапазоном населення розподілялося таким чином: 19,2 % — особи молодші 18 років, 56,2 % — особи у віці 18—64 років, 24,6 % — особи у віці 65 років та старші. Медіана віку мешканця становила 45,5 року. На 100 осіб жіночої статі у місті припадало 81,2 чоловіків;  на 100 жінок у віці від 18 років та старших — 80,4 чоловіків також старших 18 років.
Середній дохід на одне домашнє господарство  становив 50 382 долари США (медіана — 32 292), а середній дохід на одну сім'ю — 66 407 доларів (медіана — 50 000). За межею бідності перебувало 15,8 % осіб, у тому числі 3,3 % дітей у віці до 18 років та 16,2 % осіб у віці 65 років та старших.
Цивільне працевлаштоване населення становило 221 особа. Основні галузі зайнятості: освіта, охорона здоров'я та соціальна допомога — 26,2 %, виробництво — 11,3 %, сільське господарство, лісництво, риболовля — 10,0 %, роздрібна торгівля — 9,5 %.